# Gorkovská přehradní nádrž
Gorkovská přehradní nádrž (rusky Горьковское водохранилище) je přehradní nádrž na území Nižněnovgorodské oblasti, Ivanovské oblasti, Kostromské oblasti a Jaroslavské oblasti v Rusku. Má rozlohu 1590 km². Je 440 km (korytem Volhy) dlouhá a maximálně 14 km široká. Má objem 8,71 km³.

## Vodní režim
Nádrž na řece Volze za hrází Gorkovské vodní elektrárny byla naplněna v letech 1955-57. Dělí se na dva úseky:
- jezerní – od hráze vodní elektrárny k ústí řeky Unža
- říční – leží nad ústím řeky Unža

Po naplnění se na úseku Goroděc – Rybinsk zkrátila délka vodní cesty ze 434 km na 416 km při hloubce 365 cm. Na břehu leží města Goroděc, Pučež, Jurjevec, Kiněšma, Navoloki, Pljos, Kostroma, Jaroslavl, Tutajev, Rybinsk.